# Кокшетау (газета)
«Кокшетау» — казахстанская общественно-политическая газета, издающаяся с 17 сентября 1930 года под названием «Колхоз жолы» (Путь колхоза).

## История
Газета «Кокшетау» была учреждена постановлением Петропавловского окружного комитета ВКП (б) как официальный орган комитета партии Кокчетавского района, на казахском языке под названием «Колхоз жолы» (Путь колхоза). 17 сентября 1930 года вышел первый номер газеты малого формата на латинском и арабском алфавите. В связи с образованием Кокчетавской области 8 мая 1944 г. газета «Колхоз жолы» была реорганизована в областную газету и была переименована в «Кокшетау правдасы» («Кокчетавская правда»). С апреля 1963 года и до конца 1965 года газета носила новое название «Тың өлкесі» (Целинный край), а в 1966 году ей снова было возвращено название «Көкшетау правдасы». По итогам 1976 года газета «Кокшетау правдасы» стала лауреатом Всесоюзного конкурса, и награждена Дипломом первой степени Союза журналистов СССР. В 1978 и 1979 годах газета выставлялась на ВДНХ СССР в павильоне «Советская печать». Была удостоена диплома 2-й степени. В 50-летний юбилей газета «Кокшетау правдасы» была награждена орденом «Знак Почета». 4 сентября 1984 года вышел десятитысячный юбилейный номер газеты.
В 1990 году слово «правда» убрали и осталось только «Кокшетау». За пропаганду достижений в экономической и социальной сфере трижды удостоена звания лауреата Всесоюзного творческого конкурса. 3 мая 1997 в связи с ликвидацией Кокшетауской области газета была временно закрыта и с августа этого же года изменила статус на городскую общественно-политическую газету.
С 1997 года издается на казахском и русском языках.

## Коллектив
С 1971 по 1989 годы бессменным главным редактором газеты был Жанайдар Баймырзаевич Мусин, лауреат премии Союза журналистов СССР, известный писатель КазССР, обладатель ордена «Знак Почета».
В разное время с газетой сотрудничали: Матен Бижанов, Абдоллы Курманаев, Естай Мырзахметов, Еркеш Ибрагим, Жумагали Саин, Толеген Кажыбаев, Сайлау Кошкенов, Балталы Сарсенбаев.

## Учредители
Учредителями газеты являются Кокшетауский городской маслихат, городской акимат и коллектив редакции.